# اندیس محمدآباد دلیجان
محمدآباد دلیجان یک اندیس فلزی است که در حوالی شهر دلیجان استان مرکزی قرار دارد و مادهٔ معدنی موجود در آن، طلا است.